# Leila Josefowicz
Leila Josefowicz (Mississauga, 20 ottobre 1977) è una violinista canadese.

## Biografia
Leila Josefowicz è nata a Mississauga  nell’Ontario (Canada). Quando era bambina la sua famiglia si trasferì a Los Angeles, dove iniziò a studiare violino all'età di tre anni e mezzo col metodo Suzuki. All’età di cinque anni ha iniziato le lezioni tradizionali. A sette anni ha proseguito gli studi alla Colburn School. 
All'età di 13 anni la famiglia si trasferì a Filadelfia per permettere a Leila di frequentare il prestigioso Curtis Institute of Music, dove studiò con Jaime Laredo, Jascha Brodsky, Felix Galimir e Joseph Gingold. Leila frequentò anche la Julia R. Masterman School di Philadelphia. 
Mentre era ancora adolescente, Josefowicz ha iniziato a suonare con orchestre sinfoniche in Europa, Asia e Nord America, tra cui a Philadelphia, Cleveland, Los Angeles, Houston, Chicago, Boston, Montreal e Toronto.
Josefowicz ha debuttato alla Carnegie Hall di New York nel 1994 eseguendo il Concerto di Čajkovskij con Neville Marriner e l’Academy of St. Martin in the Fields. Lo stesso anno ha firmato un contratto discografico con la Philips Classics, registrando i concerti di Čajkovskij e Sibelius e una serie di composizioni per violino solo. Altre registrazioni sono seguite con le etichette Warner Classics, Nonesuch Records,  NMC Recordings e Deutsche Grammophon.  
La Josefowicz continua ad esibirsi regolarmente in Nord e Sud America, Europa, Giappone, Cina, Nuova Zelanda e Australia. 
L’appassionato coinvolgimento di Josefowicz per la musica contemporanea si riflette nei suoi programmi; ha collaborato con differenti compositori e al tempo stesso con i compositori-direttori Oliver Knussen e Thomas Adès. Le più significativi composizioni contemporanee per violino e orchestra dedicate e suonate in prima esecuzione dalla Josefowicz sono il Concerto (2006-09) di Esa-Pekka Salonen (*1958), Beautiful Passing per violino e orchestra (2008) di Steven Mackey (*1956), il Concerto (2007-09) di Colin Matthews (*1946), Duende, The Dark Notes (2013) di Luca Francesconi (*1956) e Scheherazade 2 dramatic symphony (2014) di John Adams (*1947). Per il momento le uniche composizioni confluite in registrazioni discografiche sono stati i concerti di Salonen, Matthews e Adams.  
Nel 2016 ha rivolto i suoi interessi anche a Il Vitalino raddoppiato, Ciacona per violino concertante e orchestra da camera (1977) di Hans Werner Henze.